# Balança (astrologia)
|  | Per a la constel·lació vegeu Balança (constel·lació) |

El signe astrològic de balança

Balança és el setè signe del zodíac, el qual és creuat pel Sol, en el seu format tropical entre el 23 de setembre i el 22 d'octubre aproximadament i segons l'any. És diferent de la constel·lació astronòmica i del signe hindú astrològic del zodíac sideral creuat pel Sol entre 31 d'octubre i el 22 de novembre.
Balança és considerat un signe de l'element aire i de qualitat cardinal, per la qual cosa el seu arquetip de personalitat inclou conceptes com la creativitat artística, la recerca de l'harmonia, la diplomàcia, l'amor pel debat, el diàleg i la resolució pacífica dels conflictes, entre d'altres. El seu planeta regent és Venus i, en ser balança un signe masculí regit per un planeta femení, se'l considera lleugerament ambigu en assignar els rols sexuals a les persones sota el seu signe solar. Els seus colors són el glauc, el verd clar i el blau cel, i les pedres que l'identifiquen són la cornalina i el lapislàtzuli. El seu símbol són les balances i és, per tant, l'únic símbol del zodíac que no correspon a un ésser vivent.
S'avé molt amb els altres signes d'aire (gèminis i aquari) i amb els signes de foc exceptuant, amb matisos, àries, per ser-ne el seu oposat, alhora que manté una forta incompatibilitat amb cranc i capricorn. Aquest quadre de compatibilitats i incompabilitats no reflecteix un perfil individual o lectura individual tal com s'interpreta dins de l'astrologia, sinó que reflecteix una orientació general i la referència a la compatibilitat segons el que és dictat per variables com qualitats i elements en el zodíac.